# Regulae Iuris
Regulae Iuris, también llamados aforismos o adagios, los antiguos juristas romanos le llamaron Regulae Iuris o simplemente Regulae, estas máximas tenían un carácter meramente explicativo del Derecho, y no normativo, pues, se entendía que las Regulae provenían del derecho y no el derecho de la Regulae. Se hablaba también de recursos técnicos y pedagógicos que daban cuenta del derecho de un modo breve. 
Son ejemplos de adagios o Regulae:
- "El que puede lo más, puede lo menos"
- "Nadie puede aprovecharse de su propia torpeza o dolo"
- "Quisistéis engañado, pero igual quisistéis"
- "Quisistéis violentado, pero igual quisistéis"
- "Las leyes claras no se interpretan"
- "Donde el derecho no distingue, no es lícito al intérprete distinguir"
- "La madre siempre es cierta"
- "A nadie puede hacérsele un heredero en su contra"
- "Nadie puede obligarse a algo imposible"

Fueron lo que la actualidad se denominan Principios generales del Derecho; y aunque hoy se les otorga otra connotación y significado, en esencia encuentran su fundamento en estas Regulae.
- Datos: Q5672299